# 石川県道301号若葉台松木線
石川県道301号若葉台松木線（いしかわけんどう301ごう わかばだいまつのきせん）は、石川県羽咋郡志賀町地内を通る一般県道（石川県道）である。

## 路線概要
- 起点：石川県羽咋郡志賀町若葉台47番2地先 (石川県道36号志賀富来線交点)
- 終点：石川県羽咋郡志賀町字松木子部36番1地先（＝松ノ木交差点、国道249号交点、石川県道236号松木代田線起点）

能登中核工業団地と国道249号を西から東へ結ぶ。

## 歴史
- 1995年（平成7年）4月1日：路線認定。

## 接続道路
- 石川県道36号志賀富来線 (羽咋郡志賀町若葉台：起点)
- 国道249号、石川県道236号松木代田線（羽咋郡志賀町松木、松ノ木交差点：終点）